# Humphrey Bogart
Humphrey DeForest Bogart (pronuncia inglese: boʊgɑrt) (New York, 25 dicembre 1899 – Los Angeles, 14 gennaio 1957) è stato un attore statunitense.

Firma di Humphrey Bogart

Considerato una delle icone del cinema hollywoodiano, la sua inconfondibile figura viene ancora ricordata dagli appassionati di cinema a distanza di molti anni dalla morte. L'American Film Institute lo ha inserito al primo posto tra le più grandi stelle della storia del cinema.

## Biografia

### Le origini
Humphrey Bogart nacque il giorno di Natale del 1899, da una famiglia agiata di origine britannica, olandese e spagnola. Il padre, Belmont De Forest Bogart era un noto chirurgo, la madre Maud Humphrey, una disegnatrice pubblicitaria. A poco più di un anno di età sarà l'inconsapevole modello di un ritratto che la madre riesce a vendere alla Mellin's Food per una campagna di prodotti dietetici per bambini. L'infanzia dorata, trascorsa senza episodi significativi nella elegante casa dell'Upper West Side di Manhattan insieme alle due sorelline minori, non fece presagire l'adolescente ribelle e intollerante che diverrà qualche anno più tardi.
Dopo il diploma delle inferiori alla Trinity Grammar School, si iscrisse alla Philips Academy di Andover, nel Massachusetts, dove tutti speravano si preparasse ad affrontare un percorso universitario, magari a Yale. Ma il giovane Bogart deluse le aspettative dei suoi, guadagnandosi dopo pochi mesi un'espulsione per indisciplina, a seguito della quale decise di arruolarsi volontario in marina, appena dopo l'entrata degli Stati Uniti nella prima guerra mondiale. Al periodo del servizio militare risale l'incidente che gli provocherà la cicatrice al labbro superiore, che costituirà il suo celebre segno distintivo. Le circostanze in cui si ferì sono controverse e, anche in questo caso, come per l'incerta data di nascita o l'espulsione dal college, è difficile distinguere la verità dalle montature create ad hoc degli addetti stampa delle major.

### Gli esordi

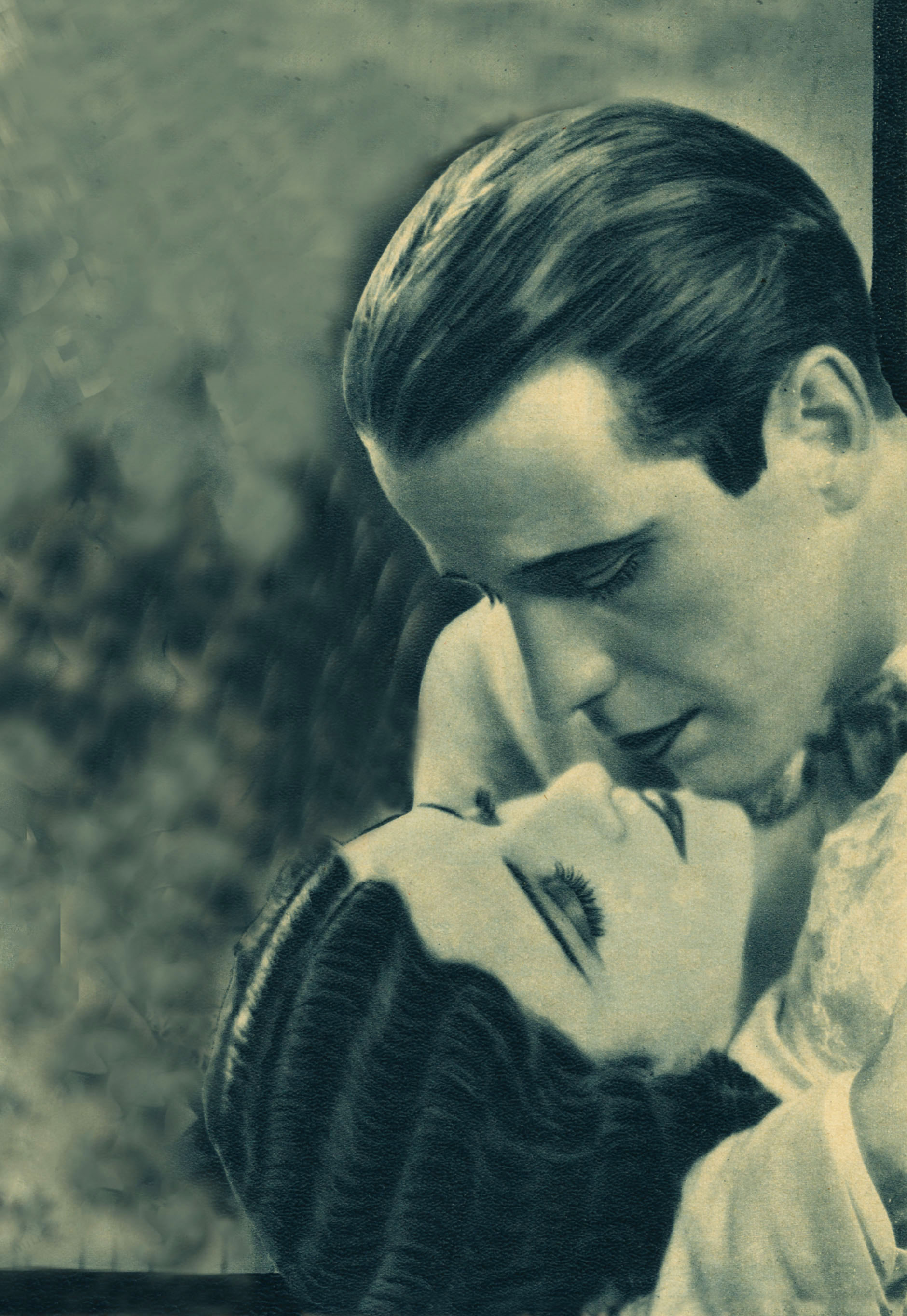
Humphrey Bogart con Elissa Landi in Anima e corpo (1931)

Terminato il servizio militare un amico d'infanzia, figlio di un produttore teatrale, gli procurò dei lavori dietro le quinte dei palcoscenici di Brooklyn. In breve Bogart passò a recitare le prime battute sulla scena, e nel 1921 ottenne il primo ruolo da professionista. Tra il 1922 e il 1929 recitò in ben ventuno produzioni di Broadway, interpretando generalmente ruoli da giovane sfrontato e scansafatiche. Sulla scena conobbe Helen Menken, che nel 1926 diventò sua moglie. Il matrimonio, abbastanza burrascoso per i frequenti litigi, durò solo un anno, anche se i due rimasero amici. Subito dopo si legò a un'altra giovane collega, Mary Philips, che sposò nel 1928. Anche questa unione non fu facile: il carattere di Mary emerse quando, arrestata per ubriachezza molesta, staccò il dito di un poliziotto con un morso.
Nei primi anni trenta Bogart venne notato da alcuni agenti della Fox con i quali si impegnò per sei film. Questa prima esperienza a Hollywood lo deluse, malgrado la paga interessante, e Bogart decise di tornare a recitare a Broadway, dove fra l'altro aveva stretto una grande amicizia con Spencer Tracy, un collega  che stimerà sempre. Tra il 1932 e il 1935 partecipò ad altre sette produzioni teatrali, l'ultima delle quali fu La foresta pietrificata di Robert E. Sherwood. Gli venne assegnata la parte di Duke Mantee, pericoloso killer evaso, mentre la parte del protagonista andò a Leslie Howard. La pièce ebbe ben 197 repliche e Howard, consapevole che il successo del lavoro dipendeva in gran parte da Bogart, promise all'amico di aiutarlo a ottenere lo stesso ruolo nell'eventuale versione cinematografica.

### Gli anni dei gangster movie

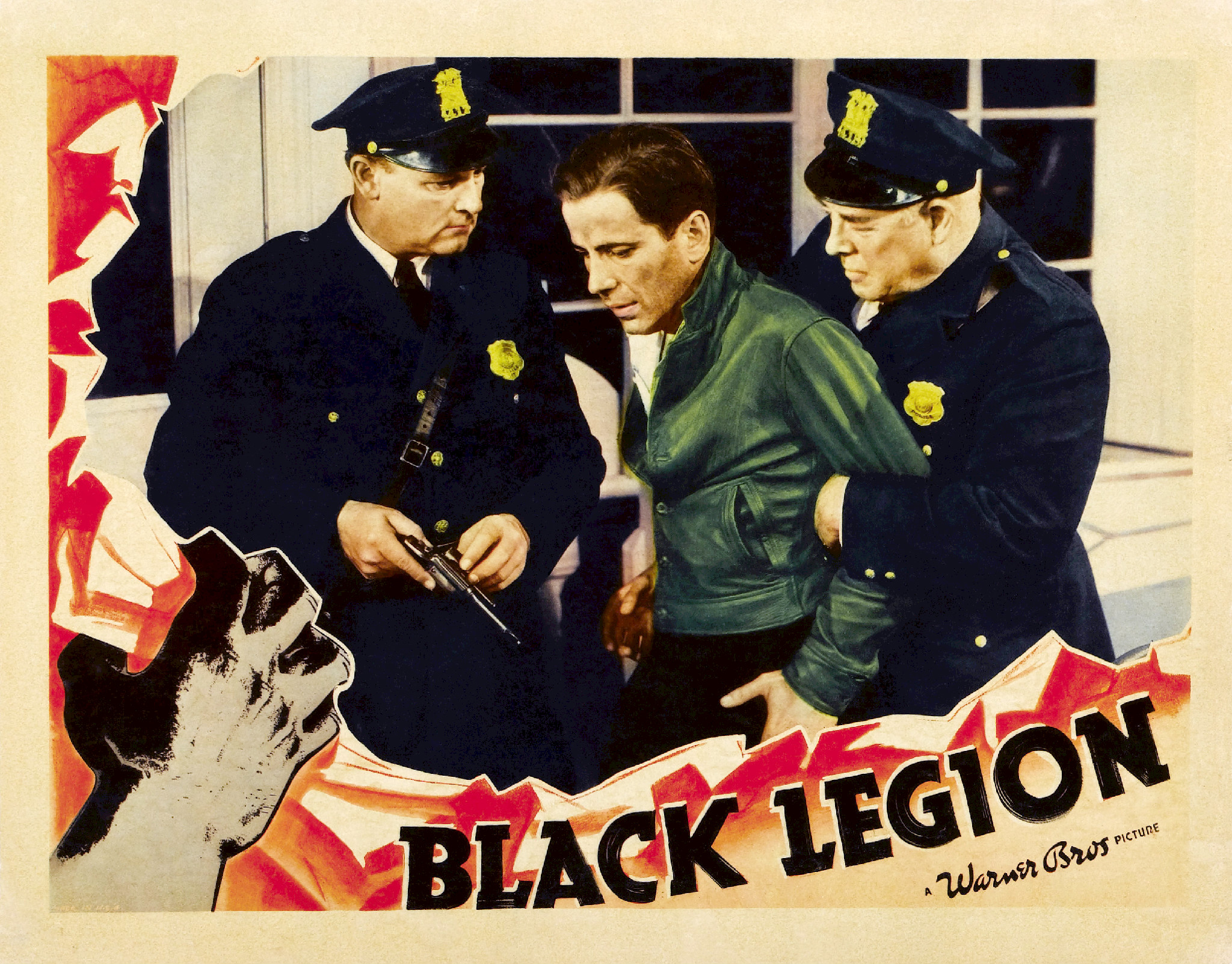
Humphrey Bogart in una locandina originale di Legione nera (1937)

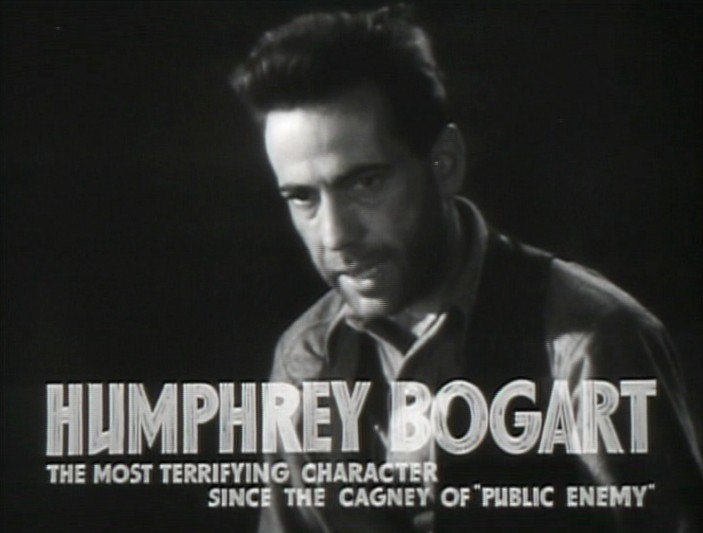
Bogart nel trailer de La foresta pietrificata (1936)

Quando la Warner Bros. comprò i diritti de La foresta pietrificata e decise di realizzarne un film, il ruolo di Duke andò a Edward G. Robinson, all'epoca artista di punta della casa cinematografica, ma Howard minacciò di non firmare il contratto e fece ottenere la parte a Bogart. Il film uscì nel 1936 e Bogart ottenne una serie di entusiastiche recensioni, ma la Warner lo relegò in ruoli stereotipati di gangster: nel giro di pochi film, il suo personaggio andò sulla sedia elettrica dodici volte e ricevette condanne per un totale di circa ottocento anni di detenzione. Fuori dagli studi iniziò a comportarsi come i suoi personaggi, atteggiandosi a duro ed esagerando con l'alcool e il fumo.
Lo strapotere delle major, che all'epoca era assoluto, non permetteva agli artisti la scelta dei copioni: un attore che rifiutava una parte poteva vedersi sospesa la paga senza spiegazioni, pertanto Bogart si impegnò con costanza, pur rendendosi conto che la Warner dava la priorità ad attori come James Cagney, George Raft, Paul Muni o il già citato Robinson, e non intendeva per il momento fare di lui un divo, riservandogli le parti scartate da questi e da altri attori. Nel 1937 girò Le 5 schiave, accanto a Bette Davis. Una delle attrici era Mayo Methot, una donna dal carattere simile al suo: fra i due nacque una forte attrazione e nel 1938 la coppia si sposò.
Nessun matrimonio sarà più turbolento: la terza signora Bogart, pur gentile e ragionevole, sotto gli effetti dell'alcool diventava intrattabile, lanciando addosso a suo marito ogni oggetto a portata di mano. I due si azzuffavano perfino in pubblico anche se, nonostante la vita burrascosa fuori dagli studi, Bogart continuò a osservare con rigore e puntualità i suoi impegni di lavoro. Intanto il suo carattere schietto e intollerante di ogni ipocrisia cominciò a procurargli qualche noia con la stampa, ma lui non sapeva fare a meno di esprimere le proprie opinioni, per quanto scomode fossero. Iniziò a emergere una precisa corrispondenza tra l'uomo Bogart e i personaggi che interpretava: la sua incapacità a mentire, le sue coraggiose prese di posizione talvolta faranno tremare la stampa dell'epoca e l'establishment di Hollywood.

### L'ascesa verso il successo

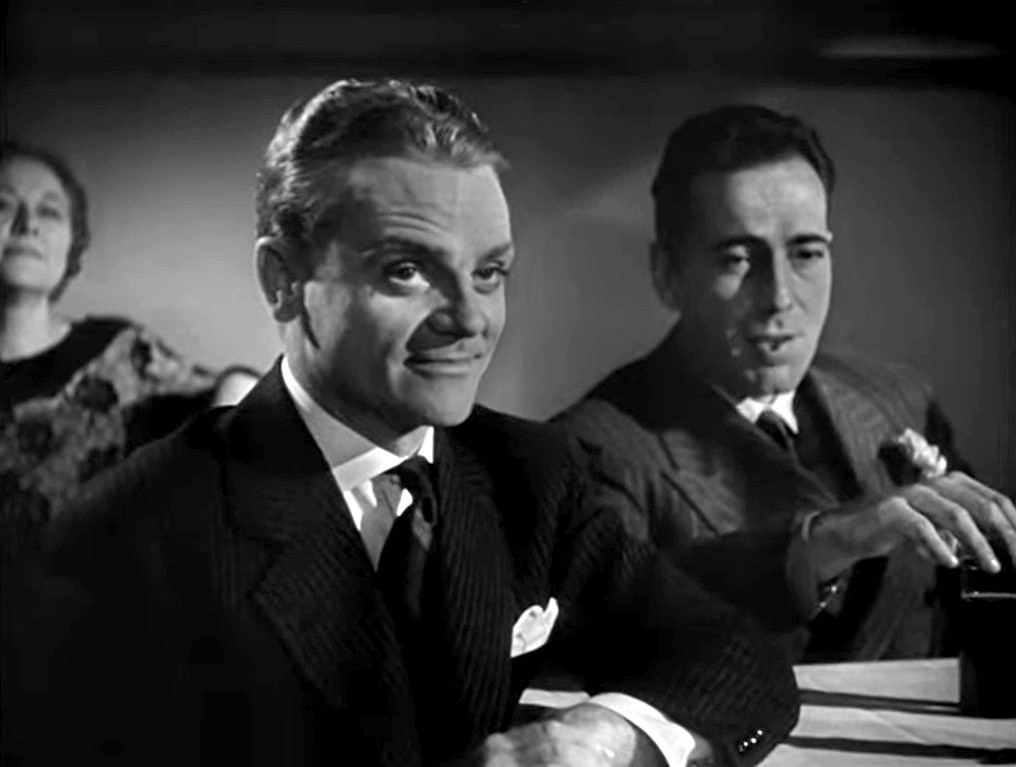
James Cagney e Humphrey Bogart nel film I ruggenti anni Venti (1940)

Le pellicole interpretate da Bogart a tutto il 1940 furono ben trentanove. Benché molto spesso calato in personaggi improbabili e in ruoli senza spessore, non gli mancarono le buone occasioni per dimostrare le proprie capacità drammatiche: oltre al già citato La foresta pietrificata ricordiamo Le belve della città (1936), Strada sbarrata (1937), Gli angeli con la faccia sporca (1938), I ruggenti anni Venti (1939) e Strada maestra (1940), quest'ultimo diretto da Raoul Walsh. La vera occasione giunse nel 1941 con Una pallottola per Roy, ancora una volta per la regia di Walsh.
Pur interpretando l'ennesimo gangster, Bogart conferì al suo ruolo una coloritura eroica e gli attribuì valori positivi quali il coraggio, la generosità e quel codice d'onore che sarà una delle costanti dei personaggi da lui interpretati in seguito. Il ruolo di Roy Earle, rifiutato da tutti gli attori di punta della Warner, cambiò il corso della carriera di Bogart e lo rivelò alla critica e al pubblico come una stella di prima grandezza. Sceneggiatore del film fu John Huston, che Bogart imparò presto a stimare sia come scrittore sia come uomo riconoscendogli, e forse invidiandogli, qualità che egli non possedeva: innanzitutto la statura (1 metro e 85 contro il metro e settanta di Bogart), poi la sua cultura e il buon rapporto con il padre (l'attore Walter Huston), cosa che a lui era sempre mancata.
Huston d'altro canto riconosceva a Bogart la pervicacia, l'impegno e la serietà nel lavoro: «Humphrey non ha preso mai sul serio se stesso, ma il suo lavoro sì». Tra i due si sviluppò un sodalizio non solo professionale, ma anche umano: entrambi avevano la passione per l'alcool e per il mare. Bogart acquistò da Dick Powell uno yacht di quindici metri e, per almeno trenta week-end l'anno, continuerà per tutta la vita ad andare in barca. Come ex-marinaio era pratico di navigazione ed era rispettato da tutta la gente di mare, soprattutto da chi conosceva e trattava con sufficienza i divi di Hollywood che, una volta arricchiti, si improvvisavano "lupi di mare".

### Gli anni d'oro

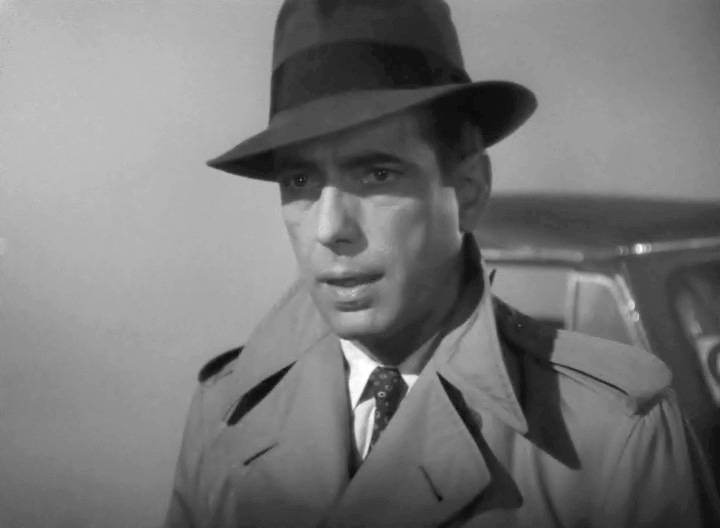
Humphrey Bogart nel trailer di Casablanca (1942)

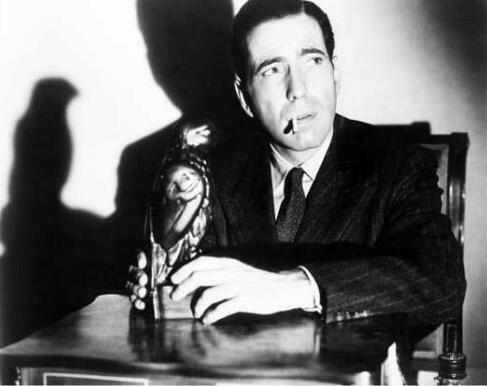
Bogart ne Il mistero del falco (1941)

Sempre del 1941 è l'altro film che impose Bogart come grande protagonista: Il mistero del falco, che vide esordire alla regia proprio il suo amico John Huston. Fedele al romanzo di Dashiell Hammett da cui era tratto, il film si rivelò un capolavoro del genere noir e il personaggio di Sam Spade contribuì a fissare definitivamente la figura di Bogart nell'immaginario collettivo: impermeabile chiaro, cappello floscio a larghe tese, sigaretta all'angolo della bocca, volto corrucciato e l'inconfondibile sorriso a denti stretti, reso singolare dalla cicatrice sul labbro.
Huston lo diresse nuovamente in Agguato ai tropici (1942), ma la sua chiamata alle armi mandò in fumo i successivi progetti. Bogart si dedicò a un film a basso costo, diretto da Michael Curtiz e basato su un'incomprensibile sceneggiatura che più volte venne rimaneggiata per il rapido volgere degli eventi bellici (gli attori che vi lavoravano hanno più volte dichiarato di non capire la trama di ciò che stessero recitando). Eppure Casablanca diventò un classico del cinema di tutti i tempi e ottenne l'Oscar per il miglior film, migliore regia e migliore sceneggiatura non originale. Humphrey Bogart, protagonista assieme a Ingrid Bergman, ebbe la candidatura, ma l'Oscar verrà assegnato a Paul Lukas.

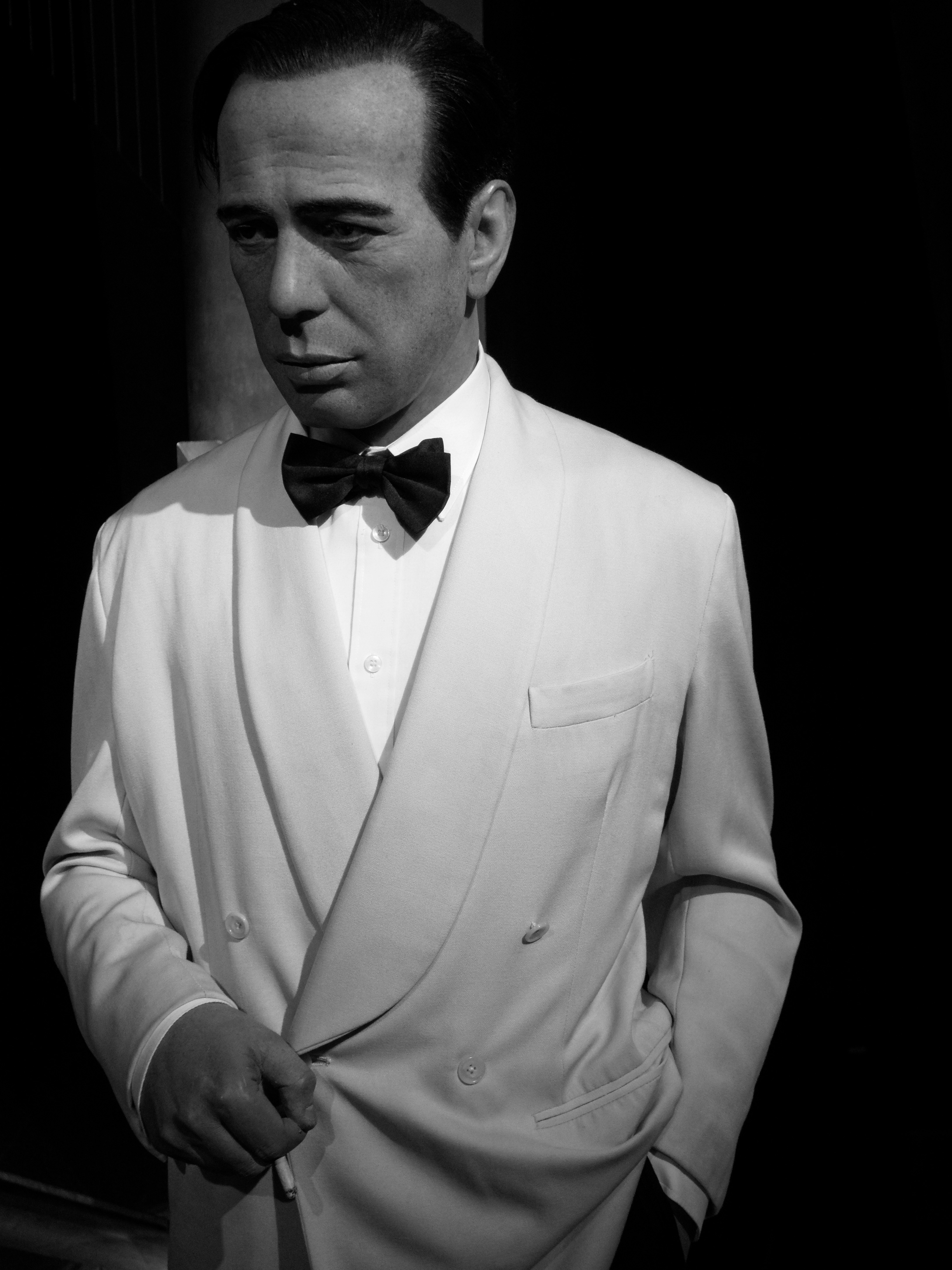
Statua di cera raffigurante Bogie in Casablanca (1942), presente da Madame Tussauds a Londra

Durante la lavorazione di Casablanca i rapporti tra Bogart e la sua terza moglie precipitarono: Methot, convinta dell'esistenza di una storia sentimentale tra suo marito e Bergman, tentò il suicidio e arrivò anche a colpire alla schiena il marito con un coltello. Le successive riprese di Acque del Sud (1944), tratto dal romanzo Avere e non avere di Ernest Hemingway, segnarono la definitiva rottura tra i due e il successivo divorzio. Bogart si innamorò quasi immediatamente della protagonista femminile del film, la giovane e bella esordiente Lauren Bacall (1924-2014), ma la loro differenza di età (lui 44 anni, lei 19) non mancò di destare qualche problema. La coppia comunque si sposò nel 1945 e lavorerà ancora insieme nei film Il grande sonno (1946), un altro grande classico del noir, La fuga (1947), in cui venne usato l'espediente della cinepresa "in soggettiva", e l'avventuroso L'isola di corallo (1948).
I Bogart presero la residenza nell'esclusivo quartiere di Holmby Hills, tra Beverly Hills e Bel Air, e si circondarono di amici, tra cui Judy Garland, Spencer Tracy, Katharine Hepburn, Frank Sinatra e David Niven. Più volte si recarono a Washington, insieme ad altri artisti, per protestare contro l'attività della Commissione per le attività antiamericane, che alla fine degli anni quaranta, indagando sulla presunta presenza di comunisti nell'industria cinematografica, diede il via alla cosiddetta caccia alle streghe.

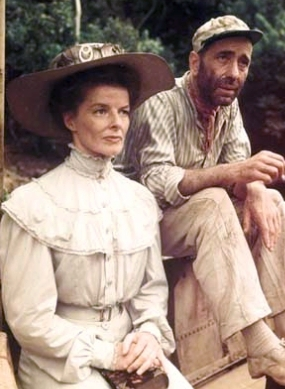
Katharine Hepburn e Humphrey Bogart durante le riprese de La regina d'Africa (1948)

Dal matrimonio con Lauren Bacall nasceranno due figli: nel 1949 Stephen Humphrey e nel 1952 Leslie Howard, in omaggio al grande amico Leslie Howard nel frattempo scomparso in guerra, verso il quale Bogart nutrì sempre un grande senso di riconoscenza per l'aiuto ricevuto all'inizio della carriera.
Nel 1948 John Huston gli offrì un ruolo ne Il tesoro della Sierra Madre. Diversi anni prima Huston aveva letto l'omonimo romanzo scritto da un misterioso autore che lavorava sotto pseudonimo e ne era rimasto affascinato. Tornato dalla guerra, dove aveva prestato servizio come documentarista, si dedicò alla trasposizione cinematografica e ne scrisse la sceneggiatura. Il film descrive l'incontro di tre personaggi al limite della legalità che partono per il Messico alla ricerca di un filone d'oro. Dopo averlo trovato, i tre uomini da leali compagni d'avventura si trasformano in esseri cinici e sospettosi: alla fine il personaggio di Bogart deruberà gli altri due, ma verrà a sua volta rapinato e ucciso da dei banditi. Il film non sbancò i botteghini ma guadagnò tre Oscar. Paradossalmente anche questa volta Bogart mancò il prestigioso riconoscimento, mentre Walter Huston, padre di John, vinse come miglior attore non protagonista.
Nello stesso periodo Bogart fondò una propria casa di produzione, che chiamò Santana Productions dal nome del suo yacht, con la quale girò quattro film che, per una serie di circostanze, non daranno le soddisfazioni artistiche e commerciali sperate. Dopo La città è salva (1951), l'attore chiuse il contratto con la Warner, e fu ancora John Huston a offrirgli un altro ruolo, quello del proprietario di un malandato battello che si lascia convincere da una zitella puritana (Katharine Hepburn) a percorrere le acque di un fiume dell'Africa per andare all'attacco di una nave da guerra tedesca. Il film, il primo a colori per Bogart, prese lo stesso nome del battello, La regina d'Africa. La lavorazione fu lunga e travagliata: le riprese nel caldo umido e soffocante della Repubblica Democratica del Congo furono costellate di incidenti. Attacchi di dissenteria crearono seri problemi a tutti i componenti della troupe, salvo Huston e Bogart («merito dell'alcool», come ironicamente avranno poi modo di affermare), il battello affondò e ci vollero tre giorni per riportarlo a galla, alcune incomprensioni con la gente del luogo ritardarono la lavorazione e l'intero accampamento della troupe fu invaso dalle formiche. Nonostante tutto ciò il risultato fu un sorprendente miscuglio di eroismo bellico e di pungente ironia, e si fondò per intero sull'esperta recitazione dei due protagonisti. Il film fu un trionfo commerciale e consentì a Bogart di vincere l'ambito Oscar, sconfiggendo la rivelazione Marlon Brando, grande favorito con Un tram che si chiama Desiderio.

### Gli ultimi anni

Humphrey Bogart e Lauren Bacall a Portofino, nel 1954, nel periodo in cui venivano girate le scene de La contessa scalza

Dopo La regina d'Africa nessuno mise più in discussione le capacità drammatiche di Bogart, che d'allora in poi poté permettersi di scegliere personalmente i copioni. Alcune delle sue preferenze tuttavia caddero su progetti più modesti, come Essi vivranno! (1952), sulla guerra di Corea, la commedia Non siamo angeli (1955), La mano sinistra di Dio (1955) e Il tesoro dell'Africa, girato in Italia con un cast comprendente anche Gina Lollobrigida. Anche il ruolo di Larry Larrabee in Sabrina, per il quale fu scritturato in extremis dopo il forfait di Cary Grant, non fu molto congeniale a Bogart, nonostante le modifiche apportate al copione. Gli scontri non solo verbali con il regista Billy Wilder e con il co-protagonista William Holden, e le affermazioni poco diplomatiche di Bogart sulle qualità femminili e artistiche di Audrey Hepburn animarono la lavorazione del film, che ebbe comunque successo. Indovinata fu invece la parte del capitano Queeg in L'ammutinamento del Caine, un film che gli fece ottenere la terza candidatura all'Oscar grazie all'interpretazione del nevrotico comandante di una nave che deve fronteggiare la ribellione del suo equipaggio.

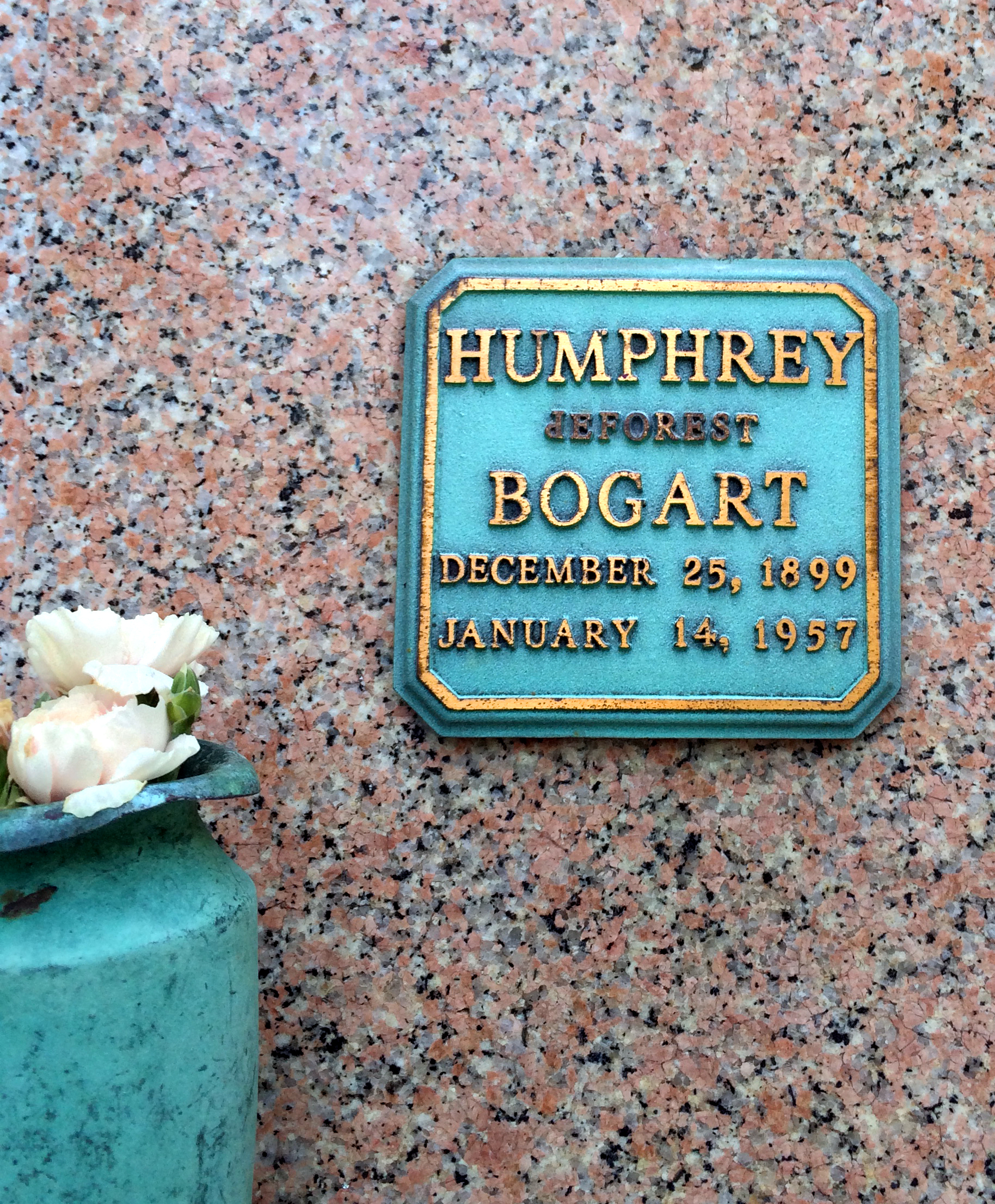
Loculo di Humphrey Bogart

Con Ore disperate (1955), Bogart tornò per la prima volta dopo molti anni a interpretare la figura di un gangster, uno spietato criminale che, evaso dalla prigione assieme ad alcuni complici, tiene in ostaggio una tranquilla famigliola con un bambino. Mentre girava Il colosso d'argilla nel 1955, iniziò ad accusare una disfonia che gli rendeva difficile la pronuncia delle battute. Fu il primo sintomo di quello che all'inizio sembrò essere un piccolo restringimento dell'esofago, ma che in realtà era un carcinoma dell'esofago. Qualche mese più tardi, nel disperato tentativo di bloccarne la diffusione ai tessuti vicini, l'attore venne sottoposto a un intervento chirurgico altamente debilitante, della durata di nove ore, che mise in serio pericolo la sua vita.
Per circa un anno cercò di combattere la malattia credendo di farcela, ma, alle 2:25 del mattino del 14 gennaio 1957, Humphrey Bogart morì nella sua casa di Holmby Hills, nel distretto di Westwood, a Los Angeles. La mattina dello stesso giorno il corpo venne portato al Forest Lawn Memorial Park, dove fu cremato.. La cerimonia funebre si tenne la mattina del 17 alla All Saints' Episcopal Church (Chiesa Episcopale di Tutti i Santi) di Los Angeles; al posto della bara vi era un modellino del suo yacht Santana. Vi parteciparono decine e decine di colleghi e maestranze degli studi, e John Huston pronunciò un memorabile discorso in suo onore. Le ceneri, contrariamente alle sue volontà (le avrebbe volute disperse nell'Oceano Pacifico dal suo yacht, ma all'epoca era una pratica illegale), vennero tumulate in una celletta dello stesso Forest Lawn Memorial Park.

## Bogart scacchista
Humphrey Bogart era un eccellente scacchista, infatti verso la fine degli anni venti, prima di iniziare la carriera di attore, giocava a scacchi per denaro nei parchi di New York e a Coney Island. Nel film Casablanca, si vede una scacchiera con una posizione tratta da una sua partita per corrispondenza (l'immagine non è però ben definita). Ottenne una patta in una simultanea data da Samuel Reshevsky e giocò anche con George Koltanowski, all'epoca detentore del primato mondiale di simultanee alla cieca. Era un arbitro della United States Chess Federation e frequentava spesso l'Hollywood Chess Club. Nel 1945 lui e la moglie Lauren Bacall apparvero sulla copertina della rivista Chess Review. Il sito web chessgames.com riporta quattro sue partite.

## Omaggi

Francobollo dedicato a Humphrey Bogart

L'8 febbraio 1960, gli fu assegnata postuma una stella nella Hollywood Walk of Fame precisamente al 6322 di Hollywood Boulevard. A San Antonio, in Texas, gli è stata intitolata una strada.
Nel 1997, il servizio postale degli Stati Uniti ha onorato Bogart con un francobollo della serie "Leggende di Hollywood". Alla cerimonia hanno partecipato Lauren Bacall e i figli Stephen e Leslie.
Il 24 giugno 2006, la 103rd Street, tra Broadway e West End Avenue a New York, fu ribattezzata Humphrey Bogart Place. Lauren Bacall e il figlio Stephen, presero parte alla cerimonia. "Bogie non ci avrebbe mai creduto", disse Bacall ai funzionari cittadini e agli astanti presenti.

## Filmografia

### Cinema
- The Dancing Town, regia di Edmund Lawrence – cortometraggio (1928)
- Broadway's Like That, regia di Arthur Hurley – cortometraggio (1930)
- Up the River, regia di John Ford (1930)
- Il gallo della checca (A Devil with Women), regia di Irving Cummings (1930)
- Anima e corpo (Body and Soul), regia di Alfred Santell (1931)
- The Bad Sister, regia di Hobart Henley (1931)
- A Holy Terror, regia di Irving Cummings (1931)
- Love Affair, regia di Thornton Freeland (1932)
- Big City Blues, regia di Mervyn LeRoy (1932) - non accreditato
- Three on a Match, regia di Mervyn LeRoy (1932)
- La sedia elettrica (Midnight), regia di Chester Erskine (1934)
- Two Against the World, regia di William C. McGann (1936)
- La foresta pietrificata (The Petrified Forest), regia di Archie Mayo (1936)
- Le belve della città (Bullets or Ballots), regia di William Keighley (1936)
- Ali sulla Cina (China Clipper), regia di Ray Enright (1936)
- L'isola della furia (Isle of Fury), regia di Frank McDonald (1936)
- Legione nera (Black Legion), regia di Archie Mayo (1937)
- The Great O'Malley, regia di William Dieterle (1937)
- Le 5 schiave (Marked Woman), regia di Lloyd Bacon (1937)
- San Quentin, regia di Lloyd Bacon (1937)
- L'uomo di bronzo (Kid Galahad), regia di Michael Curtiz (1937)
- Strada sbarrata (Dead End), regia di William Wyler (1937)
- Ed ora... sposiamoci! (Stand-In), regia di Tay Garnett (1937)
- Swing Your Lady, regia di Ray Enright (1938)
- Crime School, regia di Lewis Seiler (1938)
- Men Are Such Fools, regia di Busby Berkeley (1938)
- Racket Busters, regia di Lloyd Bacon (1938)
- Il sapore del delitto (The Amazing Dr. Clitterhouse), regia di Anatole Litvak (1938)
- Gli angeli con la faccia sporca (Angels with Dirty Faces), regia di Michael Curtiz (1938)
- Swingtime in the Movies, regia di Crane Wilbur - cortometraggio (1938)
- King of The Underworld, regia di Lewis Seiler (1939)
- Il terrore dell'Ovest (The Oklahoma Kid), regia di Lloyd Bacon (1939)
- La bolgia dei vivi (You Can't Get Away With Murder), regia di Lewis Seiler (1939)
- Tramonto (Dark Victory), regia di Edmund Goulding (1939)
- I ruggenti anni venti (The Roaring Twenties), regia di Raoul Walsh (1939)
- Il ritorno del dottor X (The Return Of Dr. X), regia di Vincent Sherman (1939)
- Strisce invisibili (Invisible Stripes), regia di Lloyd Bacon (1939)
- Carovana d'eroi (Virginia City), regia di Michael Curtiz (1940)
- It All Came True, regia di Lewis Seiler (1940)
- Il vendicatore (Brother Orchid), regia di Lloyd Bacon (1940)
- Strada maestra (They Drive by Night), regia di Raoul Walsh (1940)
- Una pallottola per Roy (High Sierra), regia di Raoul Walsh (1941)
- Il circo insanguinato (The Wagons Roll At Night), regia di Ray Enright (1941)
- Il mistero del falco (The Maltese Falcon), regia di John Huston (1941)
- Sesta colonna (All through the Night), regia di Vincent Sherman (1942)
- Il terrore di Chicago (The Big Shot), regia di Lewis Seiler (1942)
- Agguato ai tropici (Across the Pacific), regia di John Huston (1942)
- Casablanca, regia di Michael Curtiz (1942)
- Convoglio verso l'ignoto (Action in the North Atlantic), regia di Lloyd Bacon (1943)
- Sahara, regia di Zoltán Korda (1943)
- Sotto le stelle di Hollywood (Thank Your Lucky Stars), regia di David Butler (1943)
- Il giuramento dei forzati (Passage to Marseille), regia di Michael Curtiz (1944)
- Acque del sud (To Have and Have Not), regia di Howard Hawks (1944)
- Nebbie (Conflict), regia di Curtis Bernhardt (1945)
- Hollywood Victory Caravan, regia di William D. Russell - cortometraggio (1945)
- Two Guys from Milwaukee, regia di David Butler (1946) - cameo non accreditato
- Il grande sonno (The Big Sleep), regia di Howard Hawks (1946)
- Preferisco mio marito (Never Say Goodbye), regia di James V. Kern (1946) - voce; non accreditato
- Solo chi cade può risorgere (Dead Reckoning), regia di John Cromwell (1946)
- La seconda signora Carroll (The Two Mrs. Carrols), regia di Peter Godfrey (1947)
- La fuga (Dark Passage), regia di Delmer Daves (1947)
- Always Together, regia di Frederick De Cordova (1947) - cameo non accreditato
- Il tesoro della Sierra Madre (The Treasure of the Sierra Madre), regia di John Huston (1948)
- L'isola di corallo (Key Largo), regia di John Huston (1948)
- I bassifondi di San Francisco (Knock On Any Door), regia di Nicholas Ray (1949)
- Tokyo Joe, regia di Stuart Heisler (1949)
- Assalto al cielo (Chain Lightning), regia di Stuart Heisler (1950)
- Il diritto di uccidere (In a Lonely Place), regia di Nicholas Ray (1950)
- La città è salva (The Enforcer), regia di Raoul Walsh (1951)
- Damasco '25 (Sirocco), regia di Curtis Bernhardt (1951)
- La regina d'Africa (The African Queen), regia di John Huston (1951)
- L'ultima minaccia (Deadline USA), regia di Richard Brooks (1952)
- Essi vivranno! (Battle Circus), regia di Richard Brooks (1952)
- Il tesoro dell'Africa (Beat the Devil), regia di John Huston (1953)
- L'ammutinamento del Caine (The Caine Mutiny), regia di Edward Dmytryk (1954)
- Sabrina, regia di Billy Wilder (1954)
- L'idolo (The Love Lottery), regia di Charles Crichton (1954) - cameo non accreditato
- La contessa scalza (The Barefoot Contessa), regia di Joseph L. Mankiewicz (1954)
- Non siamo angeli (We're No Angels), regia di Michael Curtiz (1955)
- La mano sinistra di Dio (The Left Hand of God), regia di Edward Dmytryk (1955)
- Ore disperate (The Desperate Hours), regia di William Wyler (1955)
- Il colosso d'argilla (The Harder They Fall), regia di Mark Robson (1956)

### Televisione
- The Jack Benny Program - programma TV, episodio 4x03 (1953)
- Producers' Showcase - programma TV, episodio 1x10 (La foresta pietrificata) (1955)

## Riconoscimenti
- Premio Oscar
  - 1944 – Candidatura al miglior attore protagonista per Casablanca[14]
  - 1952 – Miglior attore protagonista per La regina d'Africa[15]
  - 1955 – Candidatura al miglior attore protagonista per L'ammutinamento del Caine[16]
- BAFTA Award
  - 1953 – Candidatura al BAFTA al miglior attore straniero per La regina d'Africa[17]
- New York Film Critics Circle Awards
  - 1942 – Candidatura al miglior attore protagonista per Casablanca e Agguato ai tropici
  - 1955 – Candidatura al miglior attore protagonista per L'ammutinamento dei Caine
- National Board of Review
  - 1937 – National Board of Review Award al miglior attore per Legione nera
  - 1937 – National Board of Review Award al miglior attore per Una pallottola per Roy e Il mistero del falco
  - 1944 – National Board of Review Award al miglior attore per Acque del sud

## Doppiatori italiani
Nelle versioni in italiano dei suoi film Humphrey Bogart è stato doppiato da:
- Bruno Persa ne La sedia elettrica, Le 5 schiave, L'uomo di bronzo, Il sapore del delitto, Gli angeli con la faccia sporca, Il terrore dell'Ovest, La bolgia dei vivi, Il ritorno del dottor X, Strisce invisibili, Il vendicatore, Una pallottola per Roy, Il circo insanguinato, Sesta colonna, Il terrore di Chicago, Casablanca, Sotto le stelle di Hollywood, Sahara, Il giuramento dei forzati, Acque del sud, Nebbie, Il grande sonno, La seconda signora Carroll, La fuga, Il tesoro della Sierra Madre, L'isola di corallo, Assalto al cielo, La città è salva, Essi vivranno![18]
- Emilio Cigoli in Solo chi cade può risorgere, I bassifondi di San Francisco, Tokyo Joe, Il diritto di uccidere, Damasco '25, L'ultima minaccia, Il tesoro dell'Africa, L'ammutinamento del Caine, Sabrina, La contessa scalza, Non siamo angeli, La mano sinistra di Dio, Ore disperate, Il colosso d'argilla[19][20]
- Paolo Ferrari nei ridoppiaggi de Il sapore del delitto, Gli angeli con la faccia sporca, Il mistero del falco, Agguato ai tropici, Convoglio verso l'ignoto, Il giuramento dei forzati, Acque del sud (ridoppiaggio 1975), Il grande sonno, I bassifondi di San Francisco[21]
- Renato Cialente in La foresta pietrificata, Ali sulla Cina, L'isola della furia[22]
- Piero Leri nei ridoppiaggi de La foresta pietrificata e L'uomo di bronzo[23]
- Cesare Polacco in Le belve della città[24]
- Gualtiero De Angelis ne La regina d'Africa[25]
- Otello Toso in Strada sbarrata[26]
- Gero Zambuto in Ed ora... sposiamoci![27]
- Pino Locchi ne I ruggenti anni venti[28]
- Dario Penne in Legione nera[29]
- Mauro Bosco in Ed ora... sposiamoci! (ridoppiaggio)
- Romano Malaspina in Acque del sud (ridoppiaggio 2000)[30]
- Fabrizio Pucci in Tramonto (ridoppiaggio)[31]

Le prime edizioni italiane di Tramonto, Carovana d'eroi, Strada maestra, Il mistero del falco, Agguato ai Tropici e Convoglio verso l'ignoto sono state eseguite direttamente negli Stati Uniti da attori italo-americani.